# 斯摩棱斯克站 (菲利線)
斯摩棱斯克站（羅馬化：Smolenskaya）是莫斯科地鐵菲利線的一個車站。斯摩棱斯克站開通於1935年，是莫斯科地鐵最早開通的一部分，車站使用了灰色大理石和白色瓷磚的裝飾。

## 外部連結
- metro.ru
- mymetro.ru
- KartaMetro.info — Station location and exits on Moscow map (English/Russian)